# Hulda (básnířka)
Unnur Benediktsdóttir Bjarklind (6. srpna 1881, Þingeyjarsýsla – 10. dubna 1946, Reykjavík) byla islandská novoromantická básnířka a prozaička publikující pod pseudonymem Hulda.

## Život a dílo
Narodila se v rodině sedláka, knihovníka a sociálního aktivisty na severu Islandu. Její otec byl uznávanou kulturní osobností a v jeho domě sídlila okresní knihovna. Od svých rodičů a domácích učitelů získala dobré vzdělání. Také soukromě studovala v Reykjavíku v letech 1903-1904. Roku 1905 se provdala za Sigurðura Bjarklinda Sigfússona, který byl ředitelem obchodního sdružení v Húsavíku a kde s ním žila. S manželem měli čtyři děti, z nichž první zemřelo. V  roce 1935 se s manželem přestěhovala do Reykjavíku, kde v roce 1946 po dlouhé a těžké nemoci zemřela.
Psát začala již v mladém věku a její první básně vyšly v listopadu roku 1901 v ženském časopisu Framsókn (Pokrok) pod pseudonymem Hulda, který poté používala (ve skandinávské mytologii je hulda jméno pro čarodějku, obryni nebo vílu a ve staré severštině to znamená tajný nebo skrytý.) Debutovala v roce 1909 poměrně úspěšnou básnickou sbírkou Kvæði (Básně), která obsahuje lyrickou přírodní poezii a některé metafory naznačující utlačované postavení žen. Kritika oceňovala zejména jemný rytmus básní a jejich ženskou krásu.
Navzdory křehkému zdraví a povinnostem ženy v domácnosti byla Hulda plodnou spisovatelkou. Vydala sedm svazků poezie a jedenáct svazků prozaických děl (pohádky, povídky, črty i dvoudílný román). Pomohla uvést novoromantismus do islandské literatury. Ve svých prvních třech básnických sbírkách experimentovala s formou. Inspirovala se symbolistickou poezií, upřednostňovala rytmus a zvukomalebnost před tradiční prozódií. Držela se aliterace, ale měnila rýmy a délku strof. Stala se jednou z průkopnic poezie v próze v rámci islandské literatury. Jejím dalším přínosem v lyrice bylo využití forem lidové poezie pro vyjádření tužeb, snů a úzkostí mladé ženy. Její díla se vyznačují zpěvností a něžnou citovostí, a to i poté, co u ní sny mládí o nespoutané volnosti pominuly a spisovatelka, smířená s tradičním údělem hospodyně, psala díla o krásách zidealizovaného venkovského života.

## Výberová bibliografie
- Kvæði (1909, Básně), básnická sbírka. Nejoriginálnějším přínosem pro islandskou literaturu v této básnické sbírce je vzkříšení žánru lidových rýmů „þulur“, který autorka obohatila o metafory, asociace a symboliku, které se nevyskytují ve staré lidové tradici.[4]
- Æskuástir (1915-1919, Mladé lásky), povídky, dva díly.
- Syngi, syngi svanir mínir (1916, Zpívejte, zpívejte mé labutě), básnická sbírka.
- Tvær sögur (1918, Dva příběhy), povídky.
- Segðu mér að sunnan (1920, Řekni mi o jihu), básnická sbírka
- Myndir (1924, Obrázky), sbírka povídek, ve které se objevují jedny z prvních islandských básní v próze.
- Við ysta haf (1926, U nejvzdálenějšího moře), básnická sbírka.
- Berðu mig upp til skýja (1930, Vynes mě do oblak), pohádky.
- Þú hlustar, Vör (1933, Poslouchej, Vör), básnická sbírka (Vör je v severské mytologii bohyně moudrosti a opatrnosti).
- Undir steinum (1936, Pod kameny), povídky.
- Dalafólk (1936-1939, Lidé z údolí), román, dva díly. V románu autorka idealizuje venkovský život, což byla reakce na útok Halldóra Laxnesse na morálku zemědělské komunity v románu Sjálfstætt fólk (1934-35, Svobodný lid). Autorčino dílo řeší konflikt mezi touhou po svobodě (i erotické) na jedné straně, a na druhé straně mezi požadavky společnosti. Autorčini hrdinové a hrdinky mají silný charakter, jsou zakotveni v zemi, v rodině, ve starých hodnotách a tradicích. Město, socialismus a dělnické hnutí jsou odsuzovány jako prvky ničící tento harmonický život.[4]
- Fyrir miðja morgunsól (1938, Před poledním sluncem), pohádky.
- Skrýtnir náungar (1940, Podivní lidé), povídky.
- Bogga og búálfurinn (1942, Bogga a farmářský skřítek), pohádka.
- Hver á áser fegra fiðirland? (1944, Kdo má krásnější vlast?), báseň ze souboru Söngvar helgaðir Þjóðhátíðardegi Íslands 17. júní 1944 (Písně věnované Islandskému národnímu dni 17. června 1944), napsaném u příležitosti založení Islandské republiky v roce 1944, která byla jednou ze dvou básní (druhá byla od Jóhannese úr Kötluma), které získaly první cenu v pořádané soutěži.[7]
- Í ættlandi mínu, sögur af íslenzku fólki (1945, V mé domovině, povídky o islandských lidech), povídky
- Söngur starfsins (1946, Píseň práce), básnická sbírka.
- Svo líða tregar (1951, Tak pomalu), posmrtně vydaná básnická sbírka.
- Úr minningablöðum (1961, Z memoárů), posmrtně vydané paměti.